# Pleopeltis bradei
Pleopeltis bradei är en stensöteväxtart som först beskrevs av De la Sota, och fick sitt nu gällande namn av Salino. Pleopeltis bradei ingår i släktet Pleopeltis och familjen Polypodiaceae. Inga underarter finns listade.